# Robert Gibanel
Robert Gibanel, né le 6 juillet 1932 à Jurançon (Pyrénées-Atlantiques) et mort le 28 septembre 2021 dans la même ville, est un coureur cycliste français, professionnel de 1956 à 1959.  

## Biographie
Robert Gibanel est fils d'immigrés espagnols, né à Jurançon au sein d'une famille de sept frères et sœurs. Son beau-frère Guy Planas a également été coureur cycliste chez les amateurs.
Après sa carrière, il ouvre une boutique de cycles, les Cycles Gibanel à Gelos.

## Palmarès

### Par année
- 1955
  - 5e étape de la Route de France
- 1957
  - 2e du GP Pascuas
- 1958
  - 2e du Grand Prix de Puy-l'Évêque
  - 3e du Grand Prix de la Tomate
- 1959
  - Grand Prix de la Tomate
- 1960
  - Une étape du Tour du Roussillon[4]
- 1961
  - 2e du Circuit des cols pyrénéens
- 1962
  - 2e du Tour de Corrèze
  - 3e du Grand Prix de Puy-l'Évêque.

### Résultats sur les grands tours

#### Tour de France
2 participations :
- 1956 : 73e
- 1957 : abandon (6e étape).